# 西一色站
西一色站（日语：／ Nishi-Ishiki eki */?）是一座位於愛知縣幡豆郡一色町（現在：西尾市一色町）味濱，名古屋鐵道（名鐵）三河線的車站（廢站）。

## 歷史
- 1926年（大正15年）9月1日：隨著大濱港（後來改名為碧南）至神谷（後來改名為松木島）之間的鐵路線（當時名為三河鐵道）開通，味濱站啟用[1]。
- 1927年（昭和2年）10月25日：站舍建成，同日車站改名為西一色站[2][3]。
- 1941年（昭和16年）6月1日：三河鐵道合併至名古屋鐵道。成為名古屋鐵道三河線的車站。
- 1971年（昭和46年）2月1日：成為無人車站[4]。
- 1986年（昭和61年）：站舍被拆毀[2]。
- 1990年（平成2年）7月1日：廢除碧南至吉良吉田之間的電氣化設備[5]。開始使用鐵路巴士（KiHa20形（日语：名鉄キハ10形気動車））行走該路段[5]。
- 2004年（平成16年）4月1日：車站被廢除[1]。

## 車站構造
車站是一座地面車站。在車站晩年設有1面1線的單式月台。曾經此站設有木造站舍，在車站無人化後被拆毀。車站範圍較大，站內可看見昔日貨運月台的遺蹟及昔日貨運業務繁榮的景象。
此站的月台當初只可容納2卡車廂，在1967年度後期進行車站改善工程後，月台可容納4卡車廂。

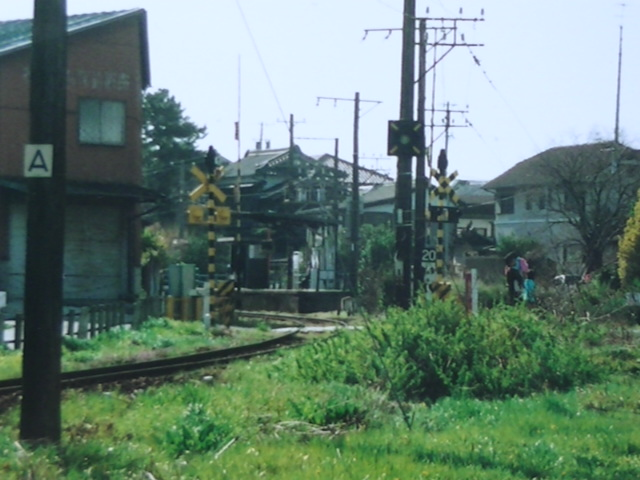
車站廢除前（2004年）。 圖中是望向寺津一方。
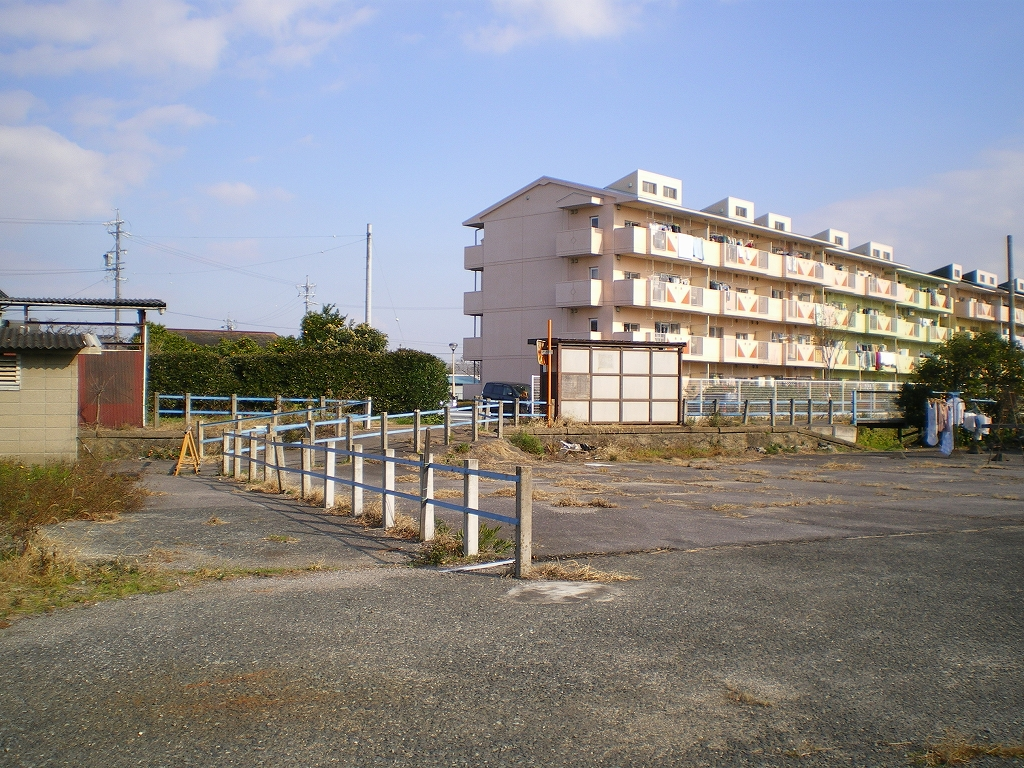
車站廢除後（2009年）
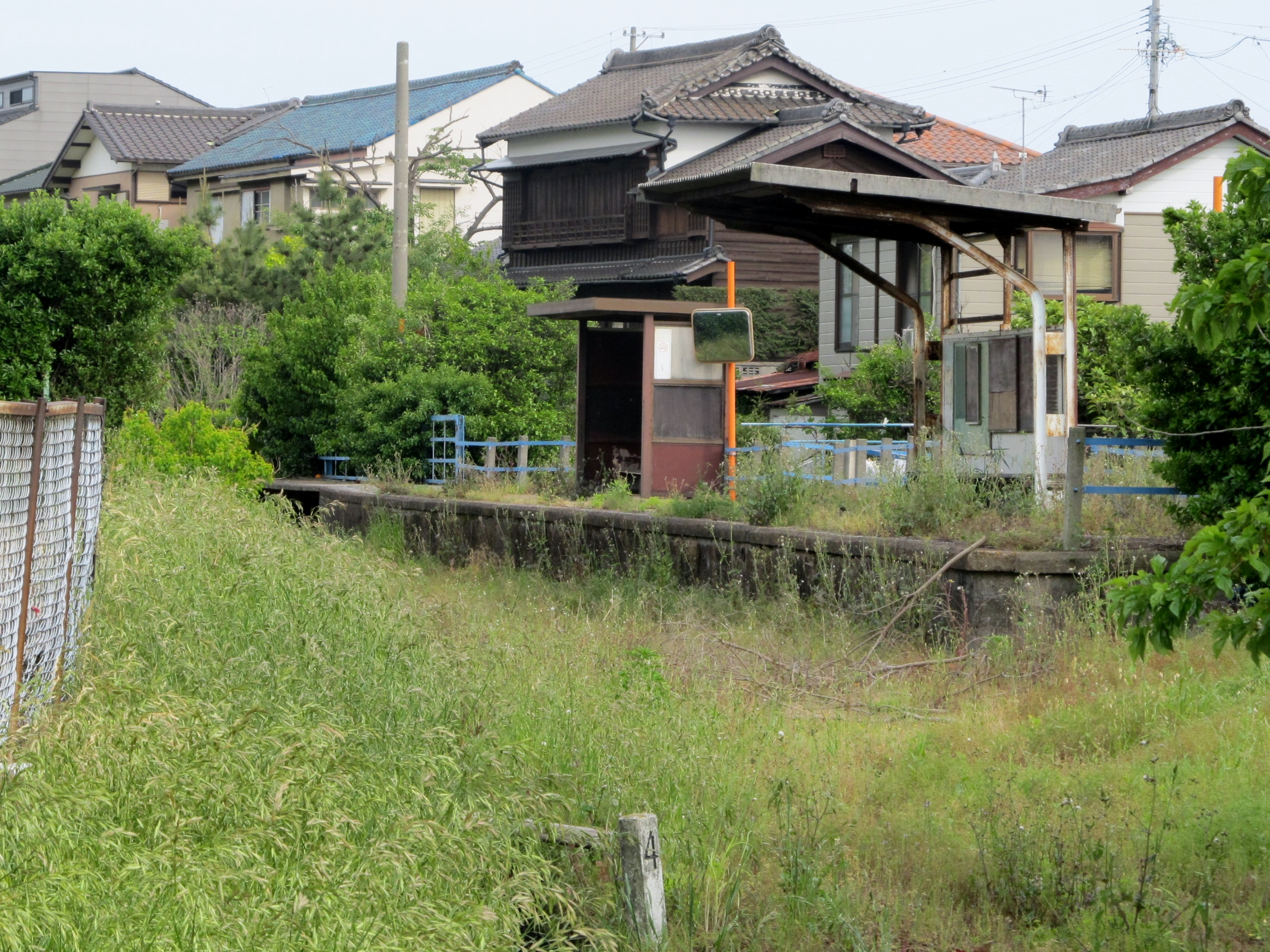
月台遺址（2012年）
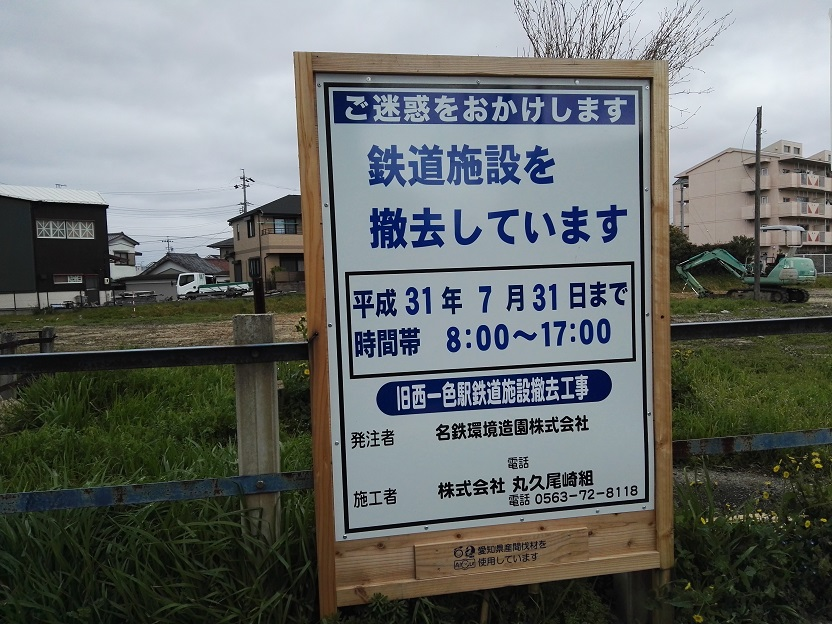
移除鐵路設施的告示（2019年）
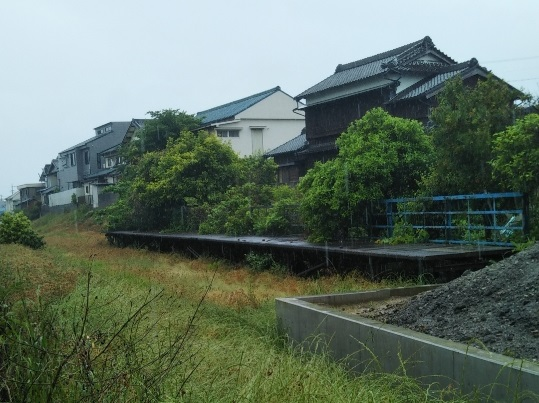
沒有被移除的部分月台遺蹟（2021年）

### 配線圖
| ← 碧南方向      | 西一色站 站內配線略圖 | → 吉良吉田方向 |
| 图例 参考文献： |                       |                |

## 使用狀況
- 在中提及在1992年度，當時1日平均上下車人次為804人，為除岐阜市內線均一車費區間內各站（岐阜市內線、田神線、美濃町線徹明町站至琴塚站之間）外名鐵所有車站（342站）中排名第242，三河線（38站）排名第22[8]。
- 在中提及在2003年度1日平均乘車人次為207人[9]。以下為2003年度前，1日平均乘車人次的列表：

| 年度   | 1日平均 乘車人次 |
| ------ | ---------------- |
| 1998年 | 260              |
| 1999年 | 229              |
| 2000年 | 233              |
| 2001年 | 221              |
| 2002年 | 217              |
| 2003年 | 207              |

## 車站周邊
- 愛知縣立一色高等學校（日语：愛知県立一色高等学校）
- 八王子神社
- 赤羽別院親宣寺（日语：赤羽別院親宣寺）
- 高須醫院
- 國道247號（日语：国道247号）
- 愛知縣道12號豐田一色線（日语：愛知県道12号豊田一色線）

由於此站最接近一色高等學校，因此此站較多學生使用。在廢線後，西一色站的站牌轉讓給一色高校。

## 巴士路線
朋友巴士
- 隨著三河線碧南站至吉良吉田站之間廢除，舊沿線自治體組成的朋友巴士運行協議會，開設替代巴士服務。車站遺址附近設有「一色高校西」巴士站。

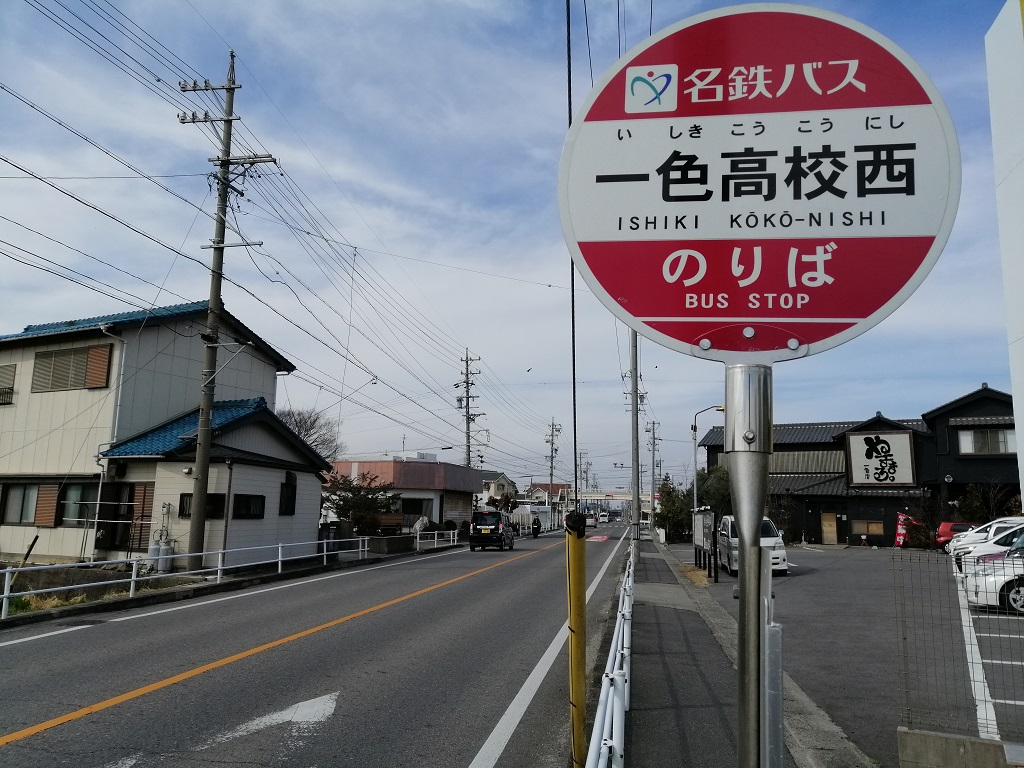
一色高校西巴士站

名鐵東部交通
- 名鐵東部交通一色線停靠車站遺址附近的「赤羽根口」巴士站。

一醫巴士
- 於一色地區內行走的巴士服務。車站遺址附近設有「一色高校北」巴士站。

## 相鄰車站
名古屋鐵道
三河線（廢除區間）
寺津－西一色－三河一色

## 注腳
1. 1 2  今尾恵介（監修）.  7 東海. 新潮社. 2008: 45. ISBN 978-4107900258 （日语）.
2. 1 2  神谷力（編）. . 郷土文化社. 2000: 86. ISBN 978-4876701292 （日语）.
3. ↑  鐵道省 編 《鉄道停車場一覧 昭和12年10月1日現在現在》p.355 川口印刷所出版部 1934年 國立國會圖書館數碼化收藏
4. ↑  名古屋鉄道広報宣伝部（編）. . 名古屋鉄道. 1994: 870 （日语）.
5. 1 2  . 交通新聞 (交通新聞社). 1990-06-23: 1 （日语）.
6. ↑  名古屋鉄道（編）. . れいめい (名古屋鉄道). 1967-10, (227): 10 （日语）.
7. ↑  電氣車研究會，《鐵道畫刊》通卷第473號 1986年12月 臨時增刊號 「特集 - 名古屋鐵道」，附圖「名古屋鐵道路線略圖」
8. ↑  名古屋鐵道廣報宣傳部（編）. . 名古屋鐵道. 1994: 651–653.
9. 1 2  平成17年度刊愛知県統計年鑑 第10章　運輸，通信 鉄道（JRを除く私鉄）駅別乗車人員 （页面存档备份，存于）（日語）
10. ↑  平成12年度刊愛知県統計年鑑 第10章　運輸，通信 鉄道（JRを除く私鉄）駅別乗車人員 （页面存档备份，存于）（日語）
11. ↑  平成13年度刊愛知県統計年鑑 第10章　運輸，通信 鉄道（JRを除く私鉄）駅別乗車人員 （页面存档备份，存于）（日語）
12. ↑  平成14年度刊愛知県統計年鑑 第10章　運輸，通信 鉄道（JRを除く私鉄）駅別乗車人員 （页面存档备份，存于）（日語）
13. ↑  平成15年度刊愛知県統計年鑑 第10章　運輸，通信 鉄道（JRを除く私鉄）駅別乗車人員 （页面存档备份，存于）（日語）
14. ↑  平成16年度刊愛知県統計年鑑 第10章　運輸，通信 鉄道（JRを除く私鉄）駅別乗車人員 （页面存档备份，存于）（日語）